# 程澤霈
程澤霈（1837年10月31日—1886年），字聲之，號玉雲，行三，道光丁酉年十月初三日（1837年10月31日）生。四川省重慶府綦江縣思里德盛場人，民籍，增生。

## 生平
同治十年散館，以部屬用。
咸豐九年己未恩科本省鄉試中式第30名，覆試二等第18名，會試中式第101名，覆第一等第10名，殿試二甲104名，朝考二等第45名，欽點翰林院庶吉士。

## 家族
- 十三世伯叔祖：
  - 程源，崇禎十六年癸未科進士，仕至兵部尚書、東閣大學士、誥授榮祿大夫。
  - 程玉成，崇禎十六年癸未科進士，官行人，職方員外監軍，崇祀忠義。
- 十四世伯叔祖：程于中，康熙九年庚戌科武進士，陝西寧羌州知州。

祖宗駒。
父程鍾瑞是文生，倜儻侻通，偉儀度，得乎持篇、遺法，文亦精銳，生時其母夢玉燕投懷，數歲復夢老姥補齒，人將其看成將成股肱重臣，中舉人後後留京，數年後始中進士，旋因右股之病症，以庶吉士改官兵部主事，十餘年始正式任官，未幾以母老告歸，而母已昏眊，不復相識也，尋歿於家，年五十。
母歐陽氏，妻苟氏，子德庸、德嘉。

## 師傅
- 業師：伍奎祥，字緯東，道光二十七年丁未科進士，山西陽高縣知縣。
- 受知師：
  - 鄭瓊詔，字玖丹，道光二十年庚子科進士，大理寺少卿、四川學政。
  - 朱策，字次方，咸豐六年丙辰科進士，即用知縣，己未恩科四川鄉試同考官。
  - 宗室煜綸，字星東，道光二十四年甲辰科進士，盛京戶部侍郎，己未恩科四川鄉試大主考。
  - 王道墉，字崇菴，道光三十年庚戌科進士，江南道監察御史，己未恩科四川鄉試大主考。
  - 蔣啟勛，字鶴莊，咸豐十年庚申恩科進士，吏部文選司掌印郎中，河南道監察御史，癸亥會試同考官薦卷。
  - 倭仁，字艮峰，道光九年己丑科進士，文淵閣大學士、弘德殿行走。
  - 單懋謙，字地山，道光十二年壬辰恩科進士，吏部尚書。
  - 全慶，字小汀，道光九年己丑科進士，禮部尚書。
  - 潘祖蔭，字伯寅，咸豐二年壬子恩科探花，戶部左侍郎、南書房行走。
  - 魁齡，字華峰，咸豐二年壬子恩科進士，工部左侍郎。
  - 王祖培，字子厚，道光二十年庚子科進士，內閣學士兼禮部侍郎銜。
  - 鮑源深，字花潭，道光二十七年丁未科進士，工部右侍郎、上書房行走。
  - 瑞常，字芝生，道光十二年壬辰恩科進士，協辦大學士、刑部尚書。
  - 萬青藜，字藕舲，道光二十年庚子科進士，禮部尚書。
  - 譚廷襄，字竹崖，道光十三年癸巳科進士，刑部尚書。
  - 毛昶熙，字煦初，道光二十五年乙巳恩科進士，都察院左都御史、署工部尚書。
  - 畢道遠，字東河，道光二十一年辛丑恩科進士，倉場侍郎。
  - 胡家玉，字小蘧，道光二十一年辛丑恩科探花，兵部左侍郎。
  - 黃倬，字恕皆，道光二十年庚子科進士，工部左侍郎、上書房行走。
  - 寶珣，字東山，道光二十一年辛丑恩科進士，內閣學士兼禮部侍郎銜。